# Chanat Kara Kitajów
Chanat Kara Kitajów (albo Karakitajów, Karakitanów) (mong. Хар Хятад – Czarni Kitanowie) albo Zachodnia dynastia Liao (chiń. upr. 西辽; chiń. trad. 西遼; pinyin Xī Liáo) – państwo w Turkiestanie z ośrodkiem w dolinie rzeki Czu i Siedmiorzeczu, istniejące w latach ok. 1130 do 1218, założone przez Kitanów, którzy uciekli na zachód po upadku dynastii Liao.
Nazwa Czarni Kitanowie była używana przez kronikarzy muzułmańskich i została następnie przejęta przez Mongołów. Natomiast dla Chińczyków państwo Kara Kitajów było Zachodnią dynastią Liao, kontynuacją pierwotnej, „wschodniej”, dynastii Liao.

## Powstanie
Do roku 1124 właściwie całe państwo dynastii Liao zostało opanowane przez Dżurdżenów. Większość pozostałych przy życiu Kitanów poddała się nowym zdobywcom, jednakże ich część, pod wodzą jednego z członków panującego rodu cesarskiego, Yelü Dashi (1130–1143), udała się na zachód, w kierunku zachodniej Mongolii. Po sześciu latach Yelü Dashi zrozumiał, że jego siły są zbyt słabe by zagrozić Dżurdżenom i zwrócił się jeszcze dalej na zachód, w stronę Wschodniego Turkiestanu. Opierał się on przy tym na tradycyjnie podlegających Kitanom Ujgurach, którzy zajmowali wschodnią połowę Wschodniego Turkiestanu i teraz życzliwie przyjęli uchodźców. We współpracy z nimi zaatakował on zajmujących resztę regionu Karachanidów. Już w roku 1128 pewien odłam Kitanów zaatakował Kaszgar, został jednak wtedy odparty przez jego władcę. W roku 1131 Yelü Dashi założył miasto Imil w pobliżu dzisiejszego Tachengu w Xinjiangu. W roku 1134 zagrożony przez tureckie plemiona Karłuków i Kangły chan Bałasagunu poprosił Kara Kitajów o pomoc przeciwko nim. Kara Kitajowie pokonali wrogów Karachanidy, ale zajęli także Bałasagun, gdzie ustanowili swoją stolicę, przenosząc chana jako swojego wasala do Kaszgaru i pozbawiając go jego tytułu. W roku 1137 Kara Kitajowie pokonali wojska chana zachodnich Karachanidów Mahmud-chana w bitwie w pobliżu Chudżandu, również z niego czyniąc swojego wasala. Ten ostatni zwrócił się o pomoc do swojego dotychczasowego zwierzchnika, sułtana Wielkich Seldżuków Ahmada Sandżara. Kara Kitajowie odnieśli jednak całkowite zwycięstwo nad ich połączonymi siłami w bitwie na równinie Katwańskiej w pobliżu Samarkandy w roku 1141. Mahmud-chan uciekł do Chorasanu, zaś Kara Kitajowie ustanowili posłusznego sobie chana zachodnich Karachanidów, kończąc tym samym proces tworzenia swojego nowego państwa. Niejasne wieści o zwycięstwie wrogiego muzułmanom władcy nad sułtanem Sandżarem dotarły także do Europy, będąc jednym ze źródeł opowieści o chrześcijańskim Księdzu Janie władającym gdzieś w sercu Azji. Wykorzystując swoje powodzenie Kara Kitajowie najechali także państwo chorezmszaha Atsiza (1128–1156), zmuszając go do płacenia trybutu.

## Charakter państwa Kara Kitajów

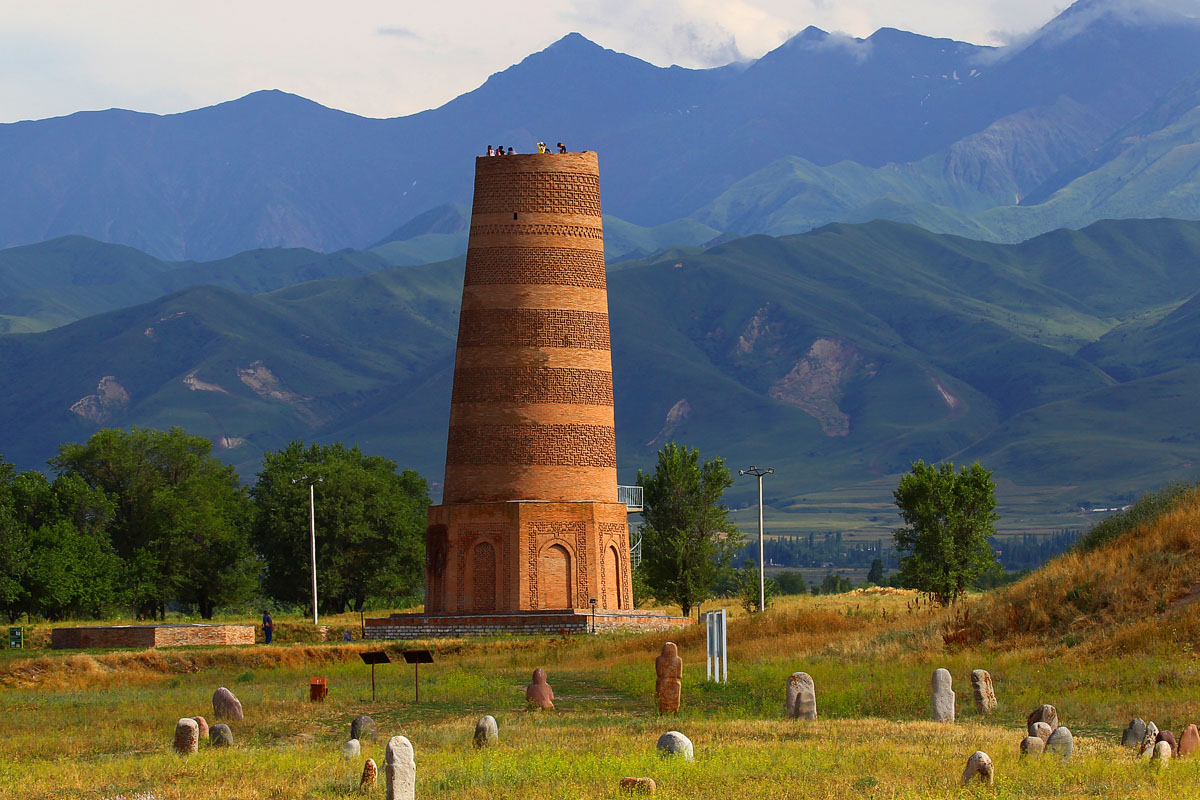
Wieża Burana jedna z nielicznych pozostałości po dawnej stolicy Karachanidów i Kara Kitajów

Władcy Kara Kitajów używali środkowoazjatyckiego tytułu gurchan, oznaczającego chana chanów, albo chana uniwersalnego, który przyjął Yelü Dashi, ale używano w stosunku do nich także tytułu chińskich cesarzy. Organizacja państwa Kara Kitajów bardzo różniła się od organizacji muzułmańskich państw, na których terytoriach ono powstało. W znacznym stopniu zsinizowani Kara Kitajowie przenieśli do Azji Środkowej chińskie techniki administracyjne. W przeciwieństwie do muzułmanów nie rozdzielali oni terytorium państwa na należące do krewnych władcy apanaże. W sposób bezpośredni Kara Kitajom podlegało jedynie Siedmiorzecze, ze stolicą w Bałasagunie w dolinie rzeki Czu. Poza tym sprawowali oni luźną kontrolę nad swoimi wasalami, takimi jak Karachanidzi, Ujgurowie, Karłucy i Chorezmszahowie, która wyrażała się przede wszystkim w obowiązku płacenia trybutu. W miastach obecni byli przedstawiciele gurchana, baskakowie, których zadaniem było ściąganie podatku w wysokości jednego dinara od każdego gospodarstwa domowego i pewnej zryczałtowanej kwoty od danego terytorium wiejskiego. Niektórzy podlegli gurchanowi władcy pośredniczyli w przekazywaniu trybutu, analogicznie jak to się działo później na podległej Złotej Ordzie Rusi, której system fiskalny był rozwinięciem tutaj opisywanego. Poza tym wasale Kara Kitajów prowadzili w zasadzie swobodnie własną politykę wewnętrzną i zagraniczną, z toczeniem wojen włącznie, w związku z czym dokładna liczba i terytorium podległych gurchanowi państw była zmienna. Interweniował on jedynie wtedy gdy zagrożone były jego interesy. Chorezmszah płacił wprawdzie trybut, nie był jednak w pełni podporządkowany Kara Kitajom.
Kara Kitajowie dowodzili wojskiem w skład którego obok nich samych wchodziły odłamy różnych tureckich ludów, jednak do końca zachowali oni odrębność w stosunku do swoich poddanych, przede wszystkim dlatego, że nie nawrócili się na islam. Wśród samych Kitanów dominował buddyzm, prowadzili oni jednak politykę religijnej tolerancji. W ich czasach w Turkiestanie doszło do względnego rozkwitu buddyzmu, manicheizmu i nestoriańskiego chrześcijaństwa. Patriarcha nestorian Elias III (1176–1190) utworzył nawet biskupstwo w Kaszgarze. Monety Kara Kitajów miały charakter chiński – były podobne do monet bitych przez dynastię Liao. Chiński był prawdopodobnie głównym językiem administracji, chociaż wydaje się, że używano także perskiego, arabskiego i ujgurskiej odmiany tureckiego, jak również języka samych Kitanów.

## Losy państwa po śmierci Yelü Dashi i jego upadek
Po śmierci Yelü Dashi w roku 1143 władza przeszła w ręce wdowy po nim, Xiao Tabuyan, która rządziła jako regentka w imieniu swojego syna, Yelü Yiliu (1150–1163), do roku 1150. Po śmierci Yelü Yiliu rządy przeszły w ręce jego siostry, Yelü Pusuwan. Rządziła ona aż do roku 1178, kiedy władzę przejął jej syn, Yelü Zhilugu (1178–1213). Najważniejsze wydarzenia późniejszej historii Kara Kitajów związane są ze wzrastającą potęgą ich coraz bardziej nominalnych tylko wasali, chorezmszahów. Już w roku 1158 Il Arslan (1156–1172) interweniował na swoją korzyść w sporach pomiędzy Karachanidami, próbując usadowić się w Mawarannahrze, a w roku 1170 lub 1171 odmówił płacenia trybutu. Kara Kitaje byli jednak na tyle silni że w roku 1165 za pomocą interwencji zbrojnej przywrócili swoje wpływy wśród Karachanidów, a ich inwazję na Chorezm po odmowie płacenia trybutu Il Arslan odparł tylko dzięki przerwaniu tamy na Syr-Darii. Kolejny chorezmszah, Tekesz (1172–1200), zawdzięczał swoje wstąpienie na tron w roku 1172 interwencji Kara Kitajów przeciwko jego bratu Sułtanszahowi, jednak kiedy umocnił swoją pozycję to odmówił płacenia trybutu i zabił posła gurchana. W tej sytuacji Kara Kitajowie poparli Sułtanszaha przeciwko Tekeszowi, ten jednak podobnie jak jego ojciec spowodował powódź, która zatrzymała pochód armii gurchana, poza tym zawiodły nadzieje na poparcie Sułtanszaha przez ludność Chorezmu. Niemniej w późniejszym okresie swojego panowania Tekesz uznał zwierzchnictwo gurchana i status jego wasala odziedziczył po nim jego syn i następca, Muhammad II (1200–1220), któremu w roku 1206 dzięki pomocy armii Kara Kitajów udało się odeprzeć atak Ghurydów.
To wzmocnienie swojej pozycji Muhammad wykorzystał dla przeciwstawienia się swoim wybawcom. Okolicznością sprzyjającą zamierzeniom Muhammada były bunty, które wybuchały w państwie Kara Kitajów z powodu nadmiernego ucisku fiskalnego, wywołanego m.in. ściąganiem przez niektórych wasali sumy większej niż tego wymagał gurchan, w celu zatrzymania nadwyżki dla siebie. W roku 1204 zbuntowały się Kaszgar i Chudżand. Powstanie stłumiono, a na miejsce dotychczasowego Karachanidzkiego chana Kaszgaru nie wyznaczono następcy. W roku 1206 zbuntowała się Buchara, niemiłosiernie wyzyskiwana przez swoich władców, Sadrów, tłumaczących się koniecznością ściągnięcia podatku dla gurchana. Sadrowie zwrócili się o pomoc do Kara Kitajów, uprzedził ich jednak Muhammad, który w roku 1207 stłumił powstanie i oddał Sadrom władzę jako swoim wasalom. Teraz zaczął on spiskować z Karachanidzkim chanem Samarkandy, chcąc stworzyć antykitańską koalicję z muzułmanów niezadowolonych z rządów gurchana. To doprowadziło w roku 1210 do wybuchu wojny pomiędzy Kara Kitajami a Chorezmszahem, której pierwszym aktem było zajęcie przez wojska gurchana Samarkandy. Kara Kitajowie musieli się jednak z niej wycofać ze względu na wydarzenia we wschodniej części swojego państwa.
Jeszcze w roku 1208 do państwa Kara Kitajów przybyła część pokonanych przez Czyngis-chana Najmanów pod wodzą następcy tronu Küczlüka (1213–1218). Yelü Zhilugu oddał mu swoją córkę za żonę oraz pozwolił Najmanom zorganizować jednostkę wojskową. Wzrastająca potęga Czyngis-chana (1206–1227) zaczęła być odczuwana przez gurchana kiedy w roku 1209 pod jego opiekę oddali się dotychczas mu podlegający Ujgurzy. W roku 1211 za ich przykładem mieli pójść także wódz Karłuków Arslan i Turcy znad górnego biegu rzeki Ili. Ważniejsze były jednak wydarzenia roku 1210, kiedy to wykorzystując inwazję Chorezmszaha Küczlük zbuntował się przeciwko swojemu teściowi. Zaatakowany z dwóch stron Yelü Zhilugu próbował wycofać się do swojej stolicy, Bałasagunu, jednak muzułmańscy mieszkańcy miasta zamknęli przed nim bramy. W tej sytuacji armia Kara Kitajów została rozbita przez Muhammada w bitwie nad rzeką Tałas. W roku 1211 Yelü Zhilugu został schwytany przez Küczlüka, który pozwalał używać mu tytułu gurchana aż do śmierci w roku 1213, chociaż cała realna władza znajdowała się w tym momencie w ręku Najmana. Mimo że Küczlük nie był Kitanem to można mówić o kontynuacji ich państwa, przejął on bowiem większość ich terytoriów wraz z tytułem gurchana i specyficznym systemem rządów, a nawet pod wpływem swojej kitańskiej żony przeszedł z nestorianizmu na buddyzm. Wkrótce przymierze pomiędzy nim a Muhammadem, który zajął Mawarannahr, uległo zerwaniu, i doszło do wojny, która trwała nie przynosząc decydującego rozstrzygnięcia. Walcząc z muzułmańskim władcą Küczlük zerwał z tolerancyjną polityką Kara Kitajów i zaczął brutalnie prześladować islam. Jego muzułmańscy poddani wezwali na pomoc Czyngis-chana. Ten wysłał przeciwko Küczlükowi armię pod wodzą Dżebego, który pokonał swojego przeciwnika i w roku 1218 doprowadził do jego egzekucji. Zwolennicy Küczlüka zostali zabici przez muzułmanów, zaś pozostali przy życiu Kitanowie uznali zwierzchność Mongołów, którzy zajmując terytorium ich dawnego państwa doprowadzili do jego ostatecznego unicestwienia.

## Lista władców
- Yelü Dashi (1130–1143)
- Xiao Tabuyan (regentka) (1143–1150)
- Yelü Yiliu (1150–1163)
- Yelü Pusuwan (regentka) (1163–1178)
- Yelü Zhilugu (1178–1213)
- Küczlük (Najman) (1213–1218)